# Бурощёкая пеночка
Бурощёкая пеночка (лат. Phylloscopus laetus) — вид птиц из семейства пеночковых (Phylloscopidae).

## Описание
Бурощёкая пеночка — небольшая птица, с длиной тела 11 см. В окраске чётко выражен рыжий цвет щеки, особенно у подвида P. l. schoutedeni. Низ тела светлый, спина окрашена в серо-зелёный цвет, характерный для рода пеночки, к которому и относится птица. Лапы тёмные.

## Ареал
Бурощёкая пеночка обитает в центральной Африке: Демократическая республика Конго, Руанда, Бурунди, Уганда. Площадь ареала составляет 81 600 км².

## Размножение
О биологии размножения этого вида известно немного.
Гнездо сооружается на высоте до 10 метров над землёй на деревьях или кустах. Самка откладывает 2-3 яйца. О молодых птицах заботятся оба родителя.

## Питание
Как и все пеночки, насекомоядна.
Помимо насекомых питается также паукообразными.

## Популяция
Угроз численности нет.